# Goldsmiths, University of London
Goldsmiths, University of London, communément appelé Goldsmiths College, est l’un des dix-huit établissements d’enseignement supérieur qui composent l’université de Londres.
Fondé à Londres en 1891, dans le quartier de New Cross, Goldsmiths compte près de 9 000 étudiants en 2013, dont 20 % d'étrangers.
L’établissement, réputé pour son département d’art, d’où sont notamment sortis les Young British Artists, dont fait partie Damien Hirst, ainsi qu’une vingtaine de nommés pour le prestigieux prix Turner, comprend au total vingt facultés. Celles de Design, de Media & communication et de sociologie.
En 2012, Goldsmiths' est classé à la 401e place mondiale par QS TopUniversities, toutes disciplines confondues. En sociologie, l’école se classe 59, puis 100 en arts et en sciences humaines, et 276 en management. En 2012, toujours d'après QS TopUniversities son département Media & communication se classe huitième dans le monde.

## Personnalités liées à l'établissement

### Professeurs
- Olúmìdé Pópóọlá, enseignante d'écriture créative

### Étudiants
Parmi les anciens élèves du département d'art figurent aussi, outre Cathy de Monchaux, Damien Hirst, Mark Wallinger, Antony Gormley, Sam Taylor-Wood, Lucian Freud, Mary Quant, Bridget Riley, Sarah Lucas, Gary Hume, Steve McQueen, Nouneh Sarkissian, Gillian Wearing, Issy Wood, Eve Kiiler. 
Malcolm McLaren, Katy B, James Blake et John Cale ont été des élèves du département de musique, ainsi que l'éditrice Bibi Bakare-Yusuf en communications et anthropologie.